# Maihueniopsis darwinii
Espèce
Classification APG II (2003)
Statut de conservation UICN

 LC  : Préoccupation mineure
Statut CITES
Maihueniopsis darwinii est une plante originaire du sud de l'Argentine, dans les régions du détroit de Magellan, du Rio Negro, de Santa Cruz et du Chubut. Présente jusqu'à la latitude 49° sud.
Très résistante au froid (−20 °C), elle convient bien en rocaille avec une légère protection contre les pluies hivernales.

## Synonymes
- Opuntia darwinii
- Tephrocactus darwinii